# Vịt nhà
Vịt nhà (danh pháp khoa học: Anas platyrhynchos domesticus) là các giống vịt trong họ Vịt đã được thuần hóa, chăn nuôi để lấy các sản phẩm như thịt vịt, trứng vịt, lông vịt hay một số làm thú cảnh. Cùng với gà, vịt là một loại gia cầm quan trọng của các nước châu Á nơi có nhiều hồ ao, đầm phá, thuật ngữ gà vịt thường đi liền với nhau, chính xác hơn thì vịt nhà được xếp vào nhóm các loại thủy cầm tức là gia cầm có liên quan đến môi trường nước cùng với ngan, ngỗng. Vịt nhà được cho là bắt nguồn từ Vịt cổ xanh, được cho là tổ tiên của tất cả các giống vịt nhà, ngoài ra chúng còn liên hệ mật thiết với Ngan bướu mũi, Ngan có thể lai ghép chéo với vịt nhà để sinh ra con lai vô sinh tức loài hỗn chủng (vịt Mulard). 
Ở Việt Nam, vịt được nuôi làm gia cầm cách nay khoảng 2.600 năm. Sức đề kháng của con vịt rất mạnh, vi khuẩn gây được bệnh cho vịt phải mạnh hơn vi khuẩn gây bệnh cho người tới 300 lần, vịt là con duy nhất trên đồng ruộng có thể ăn và tiêu hóa được con đỉa, đàn vịt là chủ thể chế ước, thuần hóa những vi sinh vật có hại trên đồng ruộng. Vịt thả đồng là một sáng tạo độc đáo, được áp dụng đầu tiên ở Nam Bộ vào thời Chúa Nguyễn Phúc Nguyên. Người khuyến khích nuôi vịt thả đồng chính là ông Đào Duy Từ. Sau đó, công chúa Ngọc Vạn đã mang vịt thả đồng sang quê chồng của mình là Campuchia.

## Chăn nuôi
Vịt nhà được chăn nuôi tại nhiều nước Đông Nam Á khoảng vài ngàn năm trước, trong đó có Việt Nam. Vịt có rất nhiều giá trị kinh tế, chúng cung cấp cho con người thịt vịt, trứng, lông. Ngoài ra, vịt còn được dùng để nuôi nhốt như một loài chim kiểng, hay phục vụ các màn xiếc trong Sở thú. Hầu hết các loài vịt đều được thuần hóa từ loài vịt cổ xanh (Anas platyrhynchos) ở vùng Mallard. Nhiều loài vịt ngày nay có kích cỡ lớn hơn so với thủy tổ của chúng (chiều dài từ cổ đến đuôi của chúng vào khoảng 12 inch tức khoảng 30 cm). Năm 2002, theo báo cáo của Tổ chức Lương - Nông Thế giới (FAO), Trung Quốc là thị trường tiêu thụ vịt dẫn đầu thế giới, kế đến là Việt Nam và các quốc gia Đông Nam Á khác.
Do chăn nuôi thủy cầm ở Việt Nam gắn bó với nền sản xuất lúa nước nên số lượng thủy cầm Việt Nam đứng thứ hai thế giới, hiện Việt Nam có đàn thủy cầm lớn thứ 2 thế giới với trên 80 triệu con trong đó Đồng bằng sông Hồng chiếm 26,68%, Đồng bằng sông Cửu Long chiếm 32,19% và khu vực Tây Bắc chiếm 2,17% trong tổng đàn thủy cầm của Việt Nam. Trong thập kỷ qua, số vịt tăng bình quân 7%/năm, sản lượng trên 280.000 tấn thịt hơi/năm. Trứng đạt trên 2 tỷ quả/năm. Cơ cấu giữa thủy cầm sinh sản và thủy cầm nuôi thịt thì thịt chiếm 65 - 70%, thủy cầm sinh sản chiếm 30 - 35%. Việt Nam đang sở hữu một bộ giống thủy cầm rất phong phú, đa dạng, có năng suất và chất lượng cao tuy nhiên việc xuất khẩu thịt thủy cầm còn ít do hạn chế trong khâu chế biến.

## Thực phẩm
Các sản phẩm của vịt nhà phổ biến không kém gì so với gà, trong đó thịt vịt là thực phẩm thông dụng ở Việt Nam, đặc biệt là món cháo vịt hay món vịt tiềm thơm ngon. Vịt quay là món khoái khẩu trong đó nổi tiếng là món Vịt quay Bắc Kinh. Máu của vịt hay còn gọi là tiết, huyết là nguyên liệu quan trọng cho món tiết canh. Trứng vịt tại Việt Nam được phổ biến không kém gì so với trứng gà và là nguyên liệu cho món ăn Thịt kho hột vịt và đặc biệt là món ăn trứng vịt lộn đặc sản của ẩm thực Việt Nam.
Thịt vịt có giá trị dinh dưỡng rất cao. Trong 100g thịt vịt có khoảng 25g chất protein (vượt xa nhiều lần so với thịt bò, heo, dê, cá, trứng). Ngoài ra, hàm lượng các chất dinh dưỡng như calci, phosphor, sắt, vitamin (B1, B2, A, D, E), acide nicotic… rất cao. Theo Đông y thì thịt vịt tính hàn, có tác dụng tư âm, dưỡng vị. Thịt vịt thường dai hơn thịt gà, heo, vì thế muốn thịt vịt mềm, hãy thái xéo thớ thịt, thịt sẽ vừa mềm, vừa đẹp mắt. Thịt vịt có mùi hôi khó chịu, nên phải khử mùi trước khi chế biến. Gừng và rượu là hai loại gia vị hữu hiệu để khử mùi vịt. Bóp vịt thật kỹ với gừng giã nhuyễn hoặc xát với rượu rồi rửa sạch là vịt hết mùi hôi. Nếu không có gừng hoặc rượu, có thể thay thế bằng muối và giấm.

## Hình ảnh
Vịt nhà được nuôi ở miền Nam Việt Nam: 

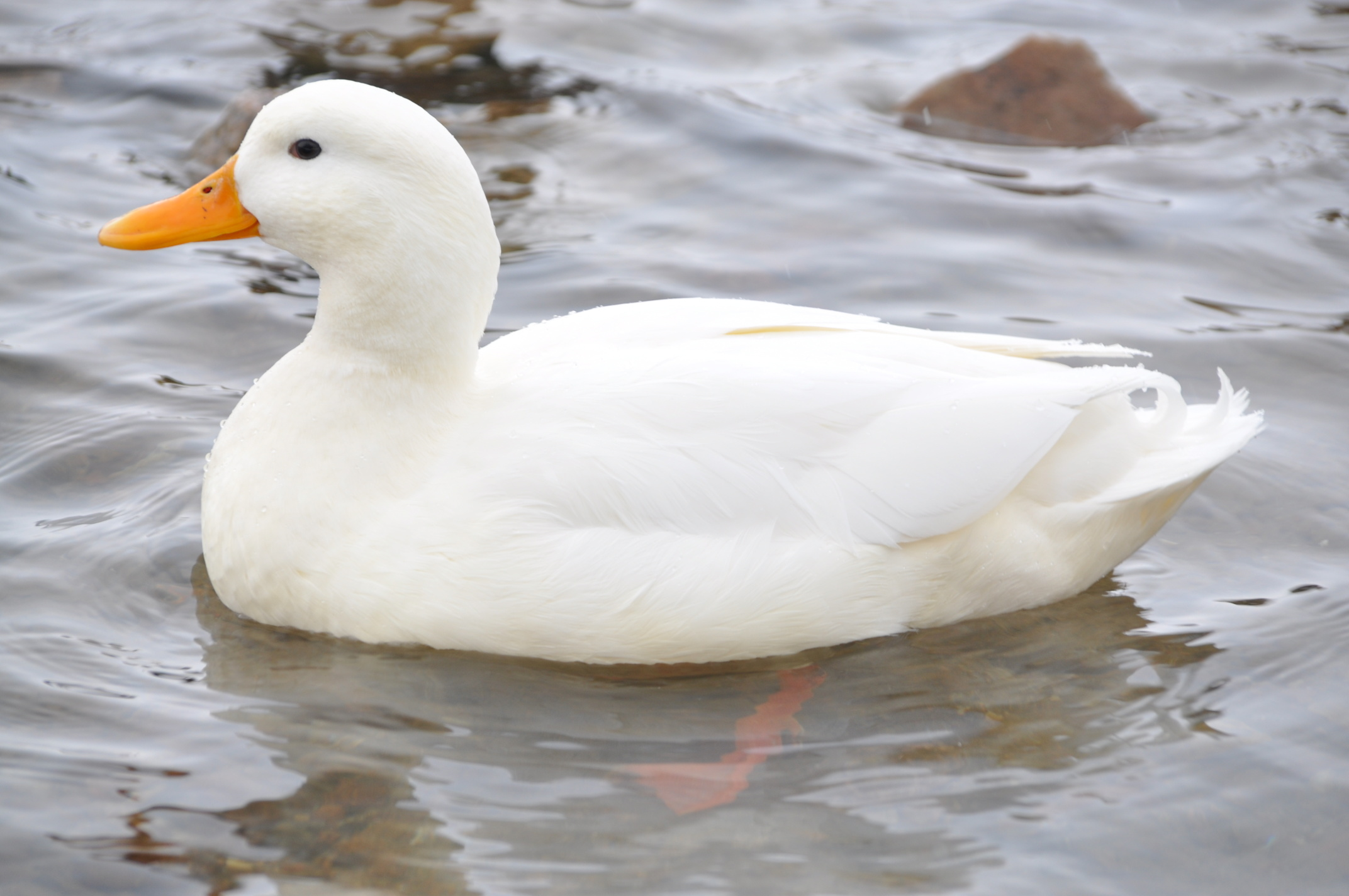
Một con vịt nhà
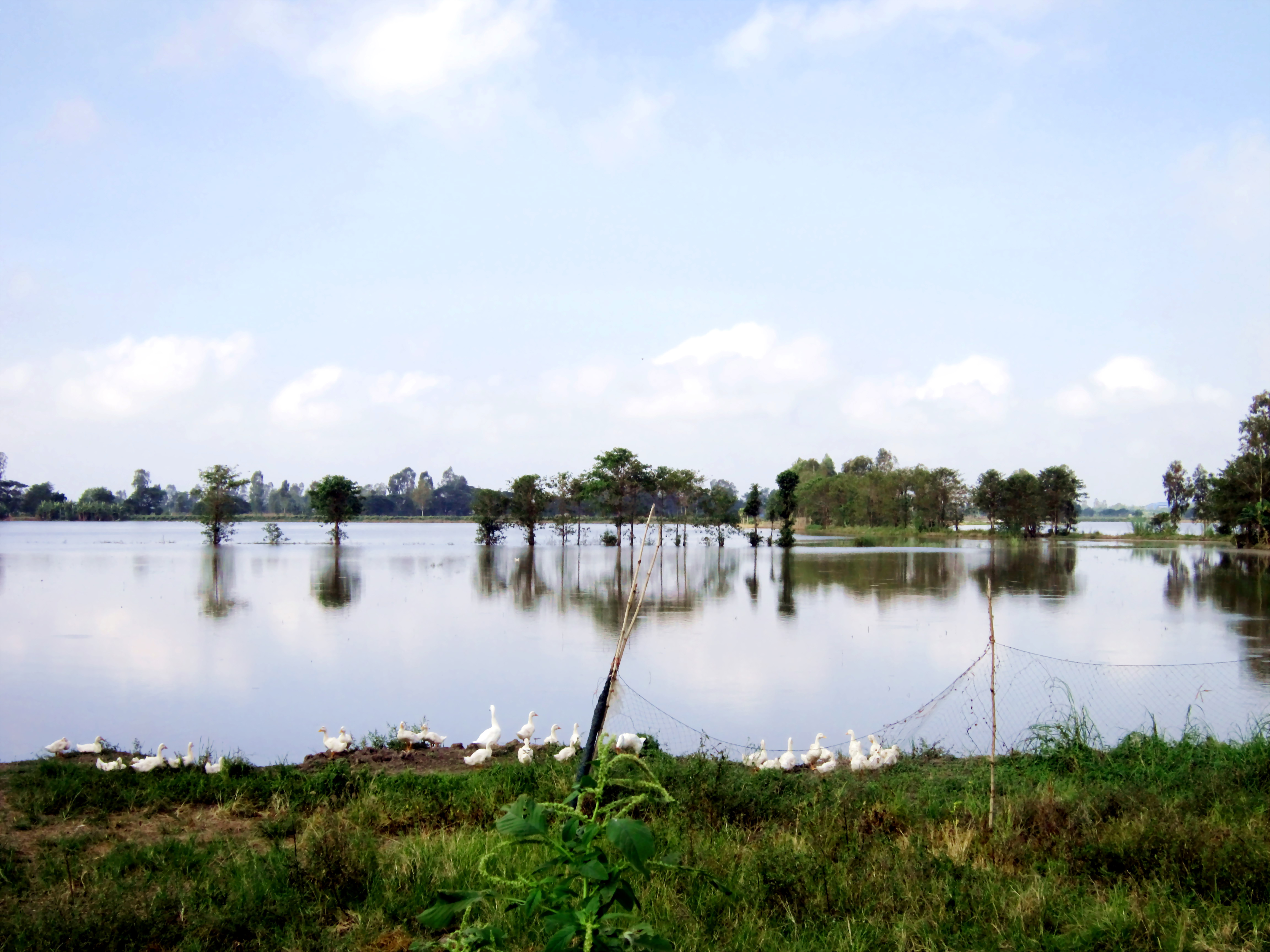
Nuôi vịt trên đồng.
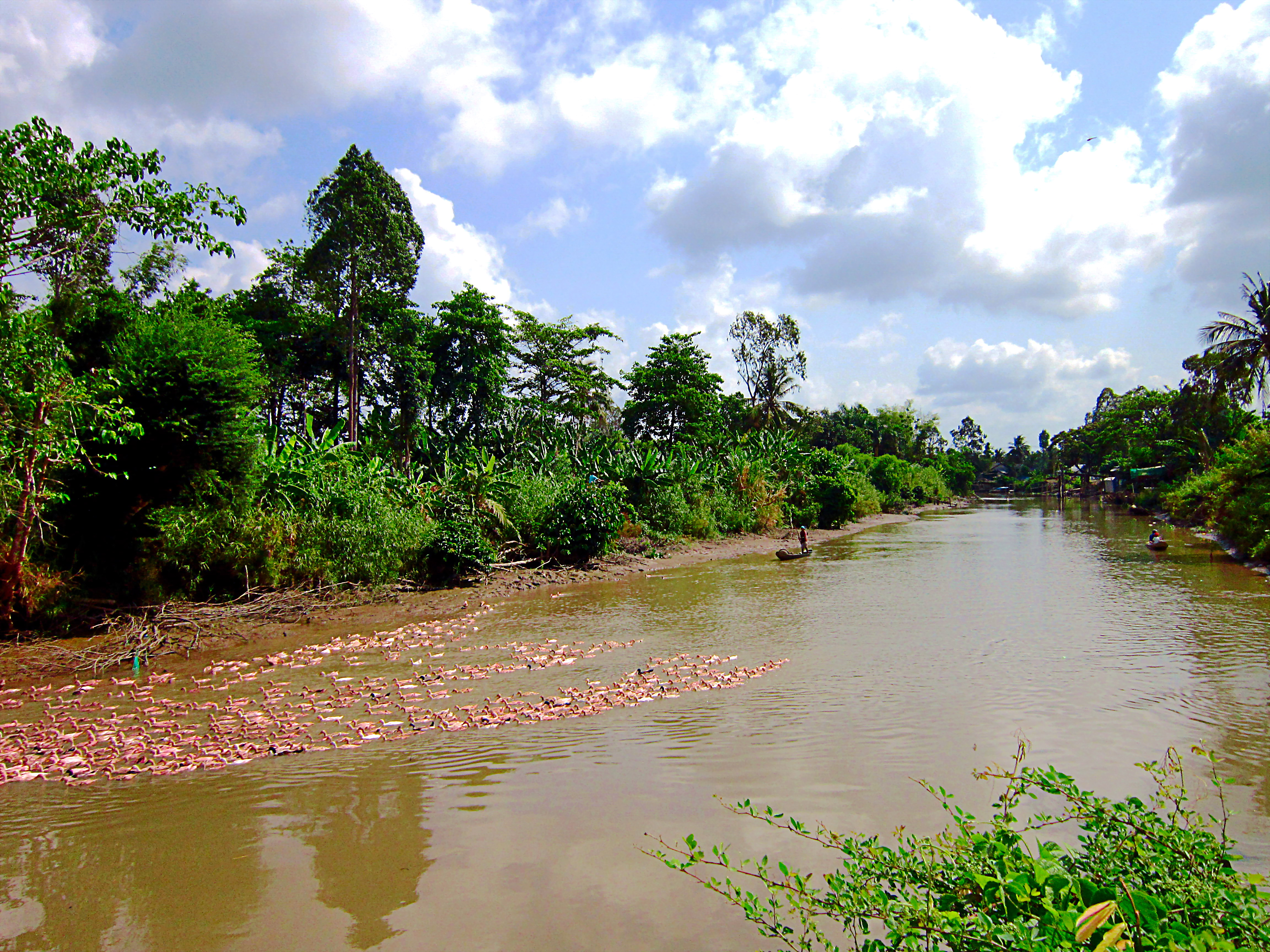
Nuôi vịt trên kênh rạch.
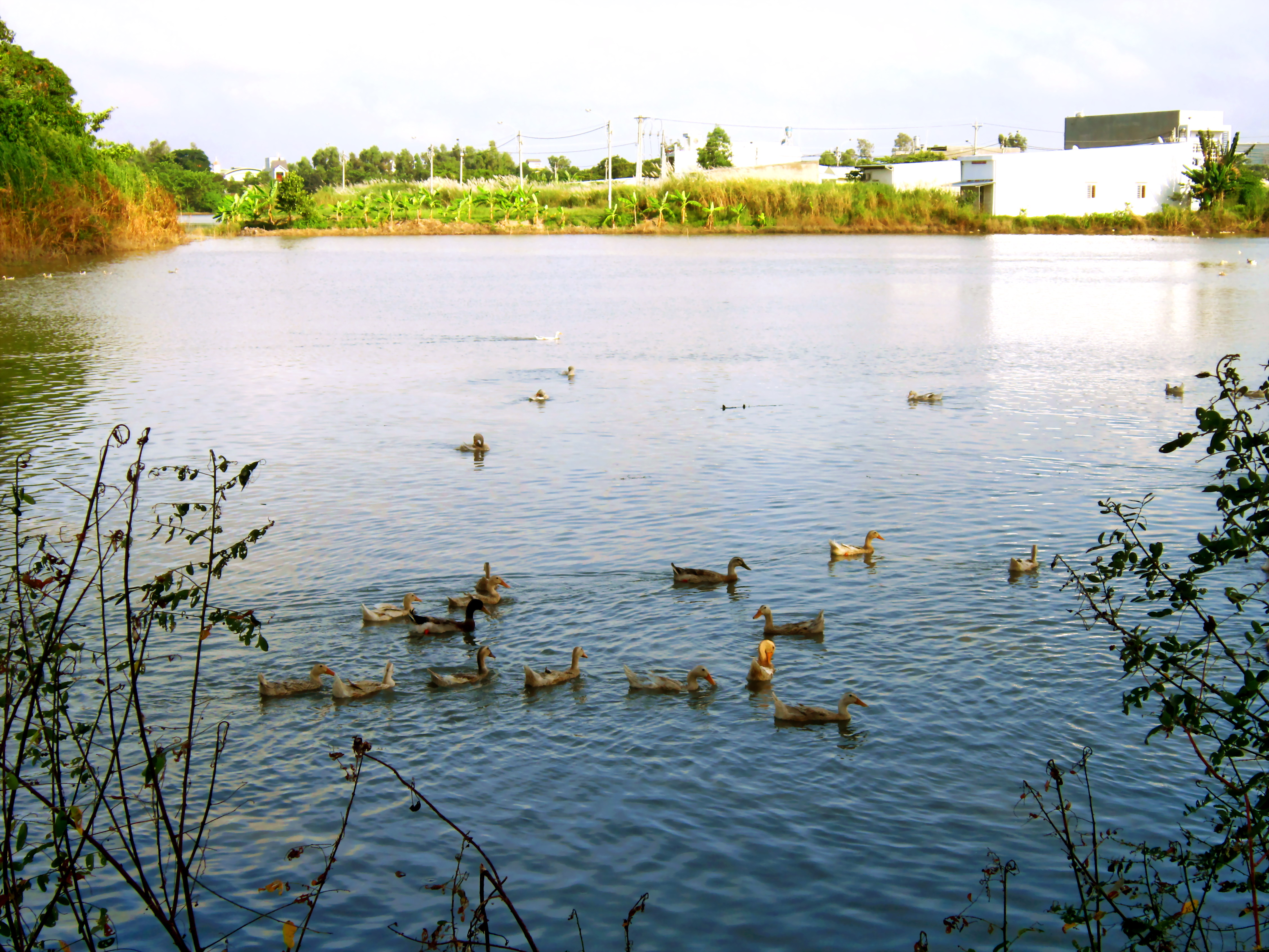
Nuôi vịt trên ao hồ.
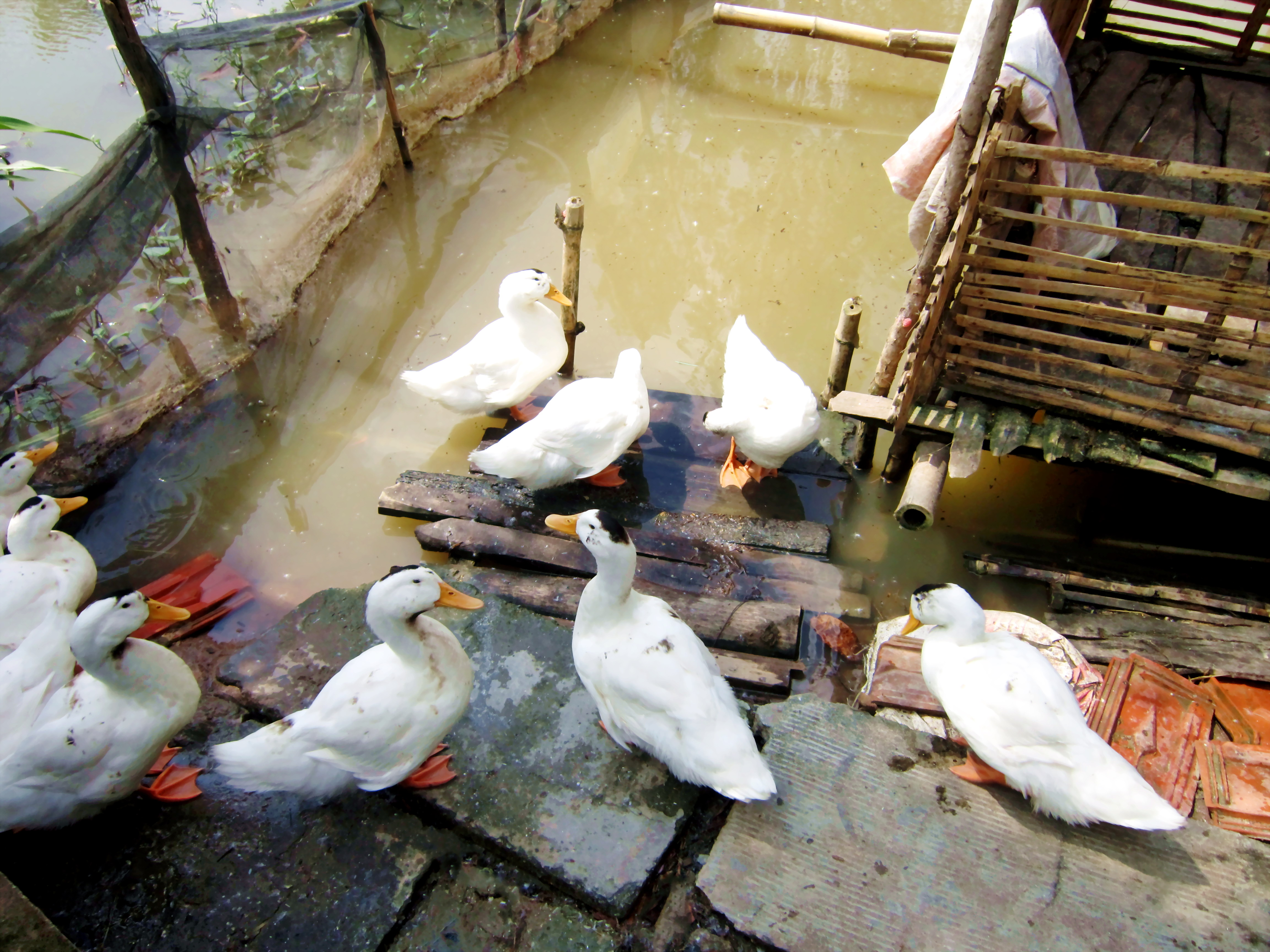
Nuôi vịt trong một chuồng nhỏ ở tại nhà.
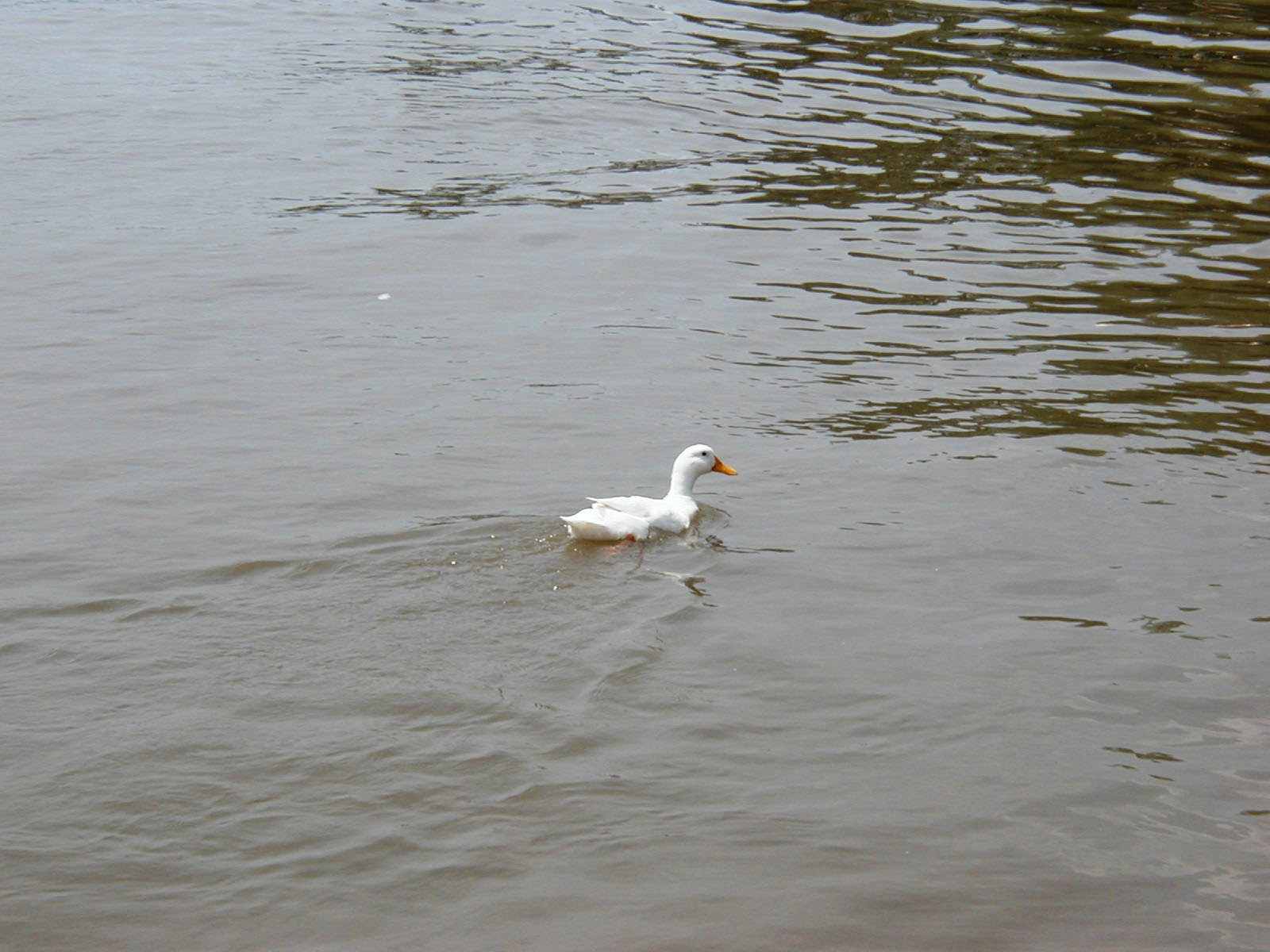
Chú vịt nhà lạc đàn